# Christopher Semakweri
Christopher Semakweri (Chitungwiza, 31 luglio 1984) è un calciatore zimbabwese, centrocampista del Mazembe.